# Wilhelmina Louisa van Hessen-Darmstadt

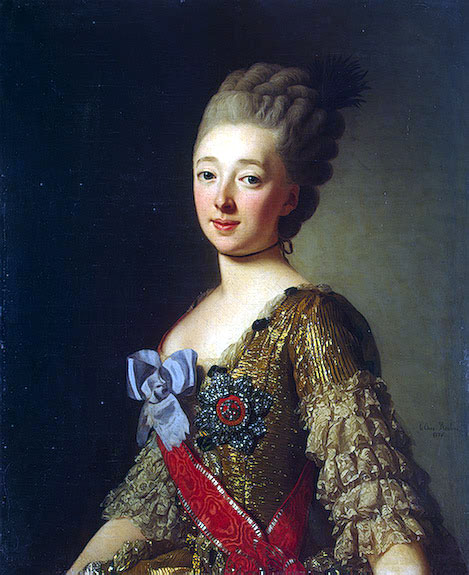
Natalia Aleksejevna van Rusland

Wilhelmina Louisa van Hessen-Darmstadt (Prenzlau, 25 juni 1755 - Sint-Petersburg, 26 april 1776) was de eerste echtgenote van tsaar Paul I van Rusland. In die hoedanigheid was ze bekend als grootvorstin Natalia Aleksejevna van Rusland (Russisch: Наталья Алексеевна).
Zij was de dochter van Lodewijk IX van Hessen-Darmstadt en Henriëtte Caroline van Palts-Zweibrücken en via haar zuster Frederika was ze een schoonzus van koning Frederik Willem II van Pruisen.
Zij stierf bij de geboorte van haar eerste kind, dat het zelf overigens evenmin overleefde.